# (8455) Johnrayner
(8455) Johnrayner est un astéroïde de la ceinture principale.

## Description
(8455) Johnrayner est un astéroïde de la ceinture principale. Il fut découvert le 6 mars 1981 à Siding Spring par Schelte J. Bus. Il présente une orbite caractérisée par un demi-grand axe de 2,64 UA, une excentricité de 0,19 et une inclinaison de 5,1° par rapport à l'écliptique.

## Compléments